# Idaea roseata
Idaea roseata là một loài bướm đêm trong họ Geometridae.